# آیزک توماس تورنیکراف
آیزک توماس تورنیکراف (انگلیسی: Isaac Thomas Thornycroft; ۲۲ نوامبر ۱۸۸۱ – ۶ ژوئن ۱۹۵۵) قایقران موتوری اهل بریتانیا بود.